# Hommertshausen
Hommertshausen is een plaats in de gemeente Dautphetal in de Duitse deelstaat Hessen.
De plaats wordt in 1325 voor het eerst vermeld en draagt dan de naam Hümbratishusen. In dat jaar schenkt Konrad von Biedenkopf de inkomsten uit zijn landgoederen aan de Duitse Orde van Marburg.

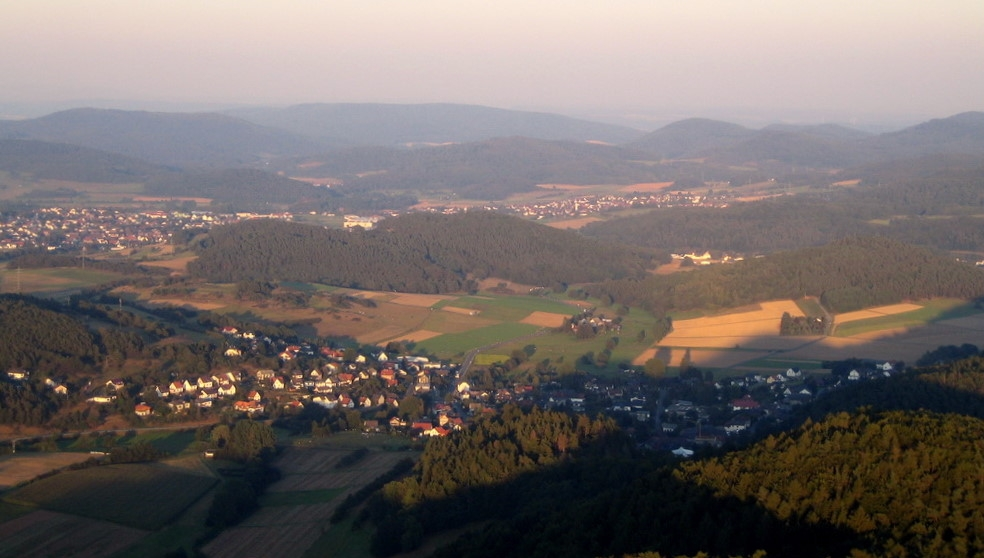

Allendorf · Buchenau · Damshausen · Dautphe · Elmshausen · Friedensdorf · Herzhausen · Holzhausen · Hommertshausen · Mornshausen · Silberg · Wolfgruben